# Aliens: Colonial Marines
Az Aliens: Colonial Marines 2013.02.12-én megjelent FPS-játék. A játék története A bolygó neve: Halál és az A végső megoldás: Halál folytatása, melyben a játékos visszatér az LV-426-ra. A játékban egy tengerészgyalogost kell vezérelni, akinek egy csapat élén az a feladata, hogy végezzen a földönkívüliekkel.
A játék kedvezőtlen fogadtatást kapott, mivel a bemutató videókon sokkal jobb grafikát mutattak be, mint ami valójában megjelent. A másik problémát az idegenek mesterséges intelligenciája okozta. 2018-ban kiderült, hogy egy félregépelés okozta a hibát („tether" helyett „teather"-t írt a fejlesztő), amit a játék PC-s konfig fájl szerkesztésével javítani lehet.[forrás?]

## Fordítás
- Ez a szócikk részben vagy egészben  az   Aliens: Colonial Marines című angol Wikipédia-szócikk fordításán alapul.  Az eredeti cikk szerkesztőit annak laptörténete sorolja fel. Ez a jelzés csupán a megfogalmazás eredetét és a szerzői jogokat jelzi, nem szolgál a cikkben szereplő információk forrásmegjelöléseként.